# About a Boy (série télévisée)
About a Boy est une série télévisée américaine en 33 épisodes de 22 minutes basée sur le roman éponyme (À propos d'un gamin) de Nick Hornby, développée par Jason Katims dont seulement 27 épisodes ont été diffusés du 22 février 2014 au 17 février 2015 sur le réseau NBC et au Canada sur le réseau Global.
En France, la série a été diffusée du 19 octobre 2015 au 26 juillet 2016 sur Canal+ Family, en Belgique, elle a été diffusée du 14 juin au 30 août 2016 sur Be tv. Cependant elle reste inédite dans les autres pays francophones.

## Synopsis
Will Freeman est un compositeur à succès. Éternel célibataire, il mène une vie insouciante et se définit comme "l'homme-enfant ultime". Mais son monde parfait est bouleversé quand Fiona, une mère célibataire, et son fils de 11 ans, Marcus, emménagent dans la maison voisine. L'action se déroule à San Francisco.

## Distribution

### Acteurs principaux
- David Walton (VF : Damien Ferrette) : William « Will » Freeman
- Minnie Driver (VF : Rafaèle Moutier) : Fiona Brewer
- Benjamin Stockham (en) (VF : Kylian Trouillard) : Marcus Brewer
- Al Madrigal (en) (VF : Franck Sportis) : Andy
- Annie Mumolo (VF : Chantal Baroin) : Laurie

### Acteurs récurrents et invités
- Anjelah N. Johnson (en) : Laurie (pilote)
- Adrianne Palicki (VF : Barbara Beretta) : Dr Samantha Lake
- Leslie Bibb (VF : Laurence Sacquet) : Dakota
- Chris Diamantopoulos (VF : Fabien Jacquelin) : M. Chris

- Version française
  - Société de doublage : Libra Films[5]
  - Direction artistique : Patricia Legrand
  - Adaptation des dialogues : Nevem Alokpah, Fraçois Bercovici et Marie Fuchez

 Source et légende : version française (VF) sur RS Doublage

## Fiche technique
- Réalisateur du pilote : Jon Favreau
- Producteur exécutif : Jason Katims, Jon Favreau, Tim Bevan, Eric Fellner, Liza Chasin, Robert De Niro et Jane Rosenthal
- Société de production : Universal Television, Working Title Films, True Jack Productions et Tribeca Productions

## Développement

### Production
Une première tentative de porter le roman en comédie remonte à 2003. Une présentation d'une dizaine de minutes mettant en vedette Patrick Dempsey (Will) et Max Kirsch (Marcus) a été commandée par Fox, mais n'a pas eu de suite.
En septembre 2012, le projet est présenté à NBC, qui a commandé le pilote le 14 janvier 2013.
Le 9 mai 2013, NBC commande la série et trois jours plus tard lui attribue la case horaire du mardi à 21 h à la mi-saison.
Le 9 mai 2014, la série a été renouvelée pour une deuxième saison.
Le 7 janvier 2015, NBC réduit le nombre d'épisodes de la deuxième saison à vingt épisodes au-lieu des vingt-deux initialement prévues. Après la diffusion du 14e épisode, la série est retirée de l'horaire.
Le 8 mai 2015, la série est annulée.

### Casting
Les rôles ont été attribués dans cet ordre : David Walton, Minnie Driver, Anjelah N. Johnson, Benjamin Stockham, Leslie Bibb et Al Madrigal. En décembre 2013, Annie Mumolo remplace Anjelah dans le rôle de Laurie.

## Épisodes

### Première saison (2014)
1. À propos d'un gamin (Pilot)
2. À propos de l'euphorie absolue (About a Pool Party)
3. À propos d'un parrain (About a Godfather)
4. À propos d'une fille (About a Girl)
5. À propos d'un plombier (About a Plumber)
6. À propos d'un buble (About a Buble)
7. À propos d'une soirée poker (About a Poker Night)
8. À propos d'un décrotteur (About a Slopmaster)
9. À propos d'un baiser (About a Kiss)
10. À propos du papa d'un garçon (About a Boy's Father)
11. À propos d'un anniversaire (About a Birthday Party)
12. À propos d'un marteau (About a Hammer)
13. À propos des travers (About a Rib Chute)

### Deuxième saison (2014-2015)
1. À propos d'une vasectomie (About a Vasectomy)
2. À propos d'une maison à vendre (About a House for Sale)
3. À propos de Will-o-ween (About a Will-O-Ween)
4. À propos d'une mauvaise fille (About a Bad Girl)
5. À propos d'une ex en pétard (About an Angry Ex)
6. À propos d'un balcon (About a Balcony)
7. À propos d'un canard (About a Duck)
8. À propos d'un chant de noël (About a Christmas Carol)
9. À propos d'un amiversaire (About a Manniversary)
10. À propos d'un garçon qui devient un homme (About a Boy Becoming a Man)
11. À propos d'un Hook (About a Hook)
12. À propos d'un gigolo (About a Prostitute)
13. À propos d'une soirée minet (About a Cat Party)
14. À propos d'un petit copain (About a Boyfriend)
15. À propos d'une malle (About a Trunk)
16. À propos d'un trou de mémoire (About A Memory Hole)
17. À propos d'un voyage prénatal (About A Babymoon)
18. À propos d'un autre ami (About Another Boy)
19. À propos d'autodéfense (About a Self Defense)
20. À propos d'un amour dans l'air (About a Love in the Air)

## Audiences

### Aux États-Unis
Le samedi 22 février 2014, NBC diffuse l'épisode pilote à la suite des Jeux olympiques d'hiver de 2014 qui s'effectue devant 8,30 millions de téléspectateurs avec un taux de 2,4 % sur les 18/49 ans, soit un lancement modeste du fait d'une locomotive puissante (14,6 millions de téléspectateurs), avant de rejoindre la case horaire du mardi à la suite de The Voice. Puis lors de la saison la série oscille autour des 7 millions de fidèles pour réunir en moyenne 6,9 millions de téléspectateurs durant sa première saison.
Ensuite lors de son retour pour sa deuxième saison, le mardi 14 octobre 2014, la série revient devant 5,83 millions de téléspectateurs avec un taux de 1,7 % sur la cible fétiche des annonceurs. Cette deuxième et dernière saison aura réuni en moyenne 3,50 millions de téléspectateurs, soit un retrait de 3,40 millions de fidèles.